# Gertruda z Dagsburgu
Gertruda z Dagsburgu (francouzsky Gertrude de Dabo, 1204 – 30. března 1225) byla lotrinská vévodkyně a hraběnka ze Champagne, dědička Albrechta II., hraběte z Dabo, Moha a Mét. Zdá se, že byla autorkou dvou lyrických básní.
Byla pojmenována po matce a díky smrti obou bratrů při turnaji roku 1201 se stala dědičkou otcova majetku. Roku 1216 byla provdána za lotrinského vévodu Theobalda I. Vévoda měl spory s hrabětem ze Champagne a po jeho smrti podporoval ve sporu o hrabství Champagne stranu Erarda z Brienne.
Zemřel v únoru roku 1220 a bezdětná ovdovělá Gertruda se v květnu téhož roku provdala za Erardova mladého soupeře Theobalda ze Champagne. Sňatek domluvila Theobaldova matka Blanka. Manželství bylo neplodné a již roku 1222 bylo rozvedeno údajně z důvodu blízkého příbuzenství manželů. Poté se Gertruda znovu provdala za Šimona z Linange a v březnu 1225 bezdětná zemřela. K poslednímu odpočinku byla uložena v cisterciáckém klášteře Sturzelbronn. Byla posledním členem linie rodu Dabo.